# Malling
Malling é uma comuna francesa na região administrativa de Grande Leste, no departamento de Mosela. Estende-se por uma área de 4,42 km². Em 2010 a comuna tinha 640 habitantes (densidade: 144,8 hab./km²).